# Recreation Ground

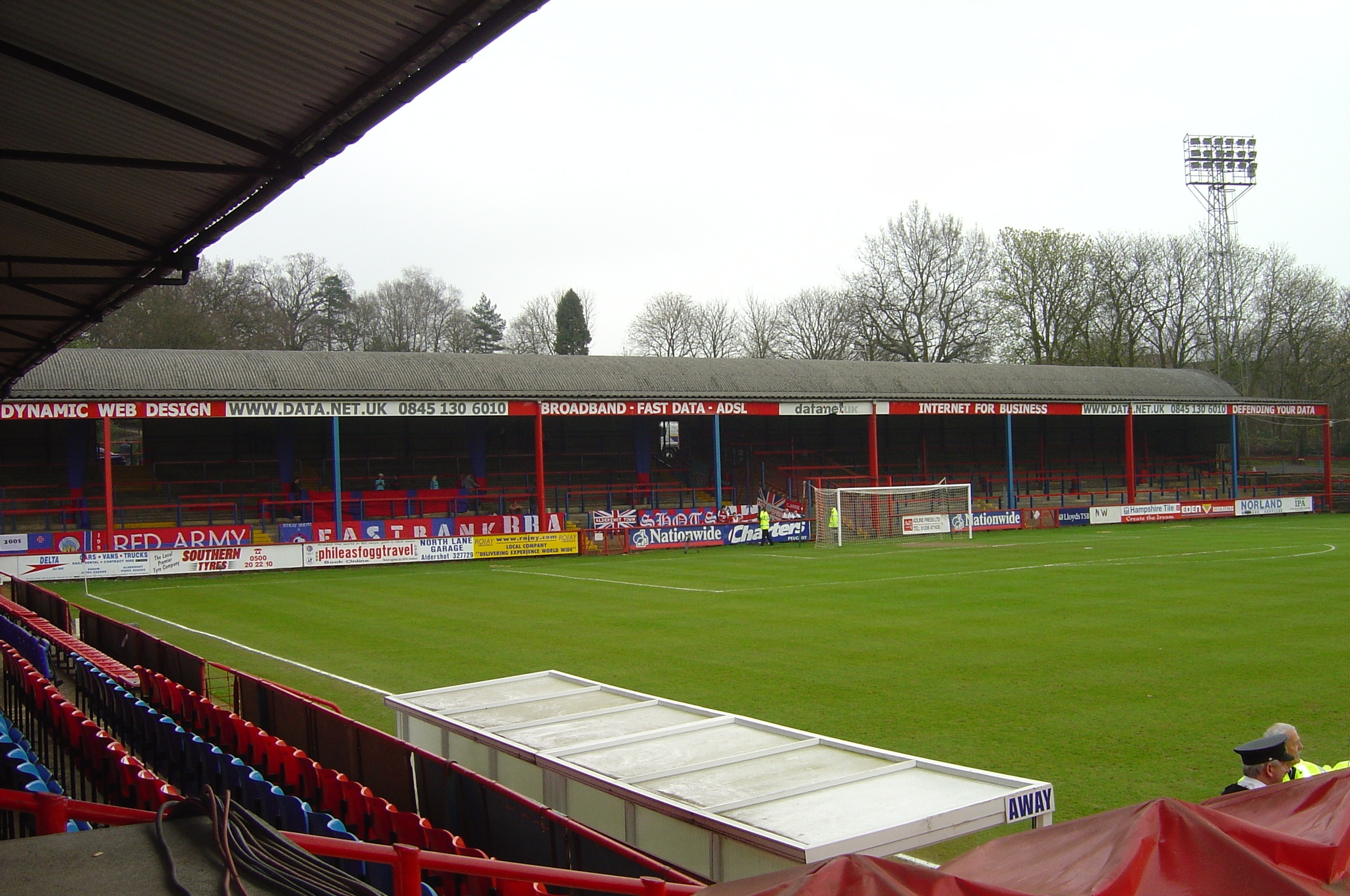
Recreation Ground.

Recreation Ground är en fotbollsarena i Aldershot i England. Arenan är hemmaarena för Aldershot Town och tar för närvarande 7 100 åskådare. Den öppnades 1927.
Även Chelseas reservlag spelar sina hemmamatcher på arenan.